# Pascal Köpke
Pascal Köpke (ur. 3 września 1995 w Hanau) – niemiecki piłkarz grający na pozycji napastnika. Od 2020 roku zawodnik 1. FC Nürnberg. Syn innego piłkarza, Andreasa Köpke.

## Życiorys
W czasach juniorskich trenował w klubach: ASV Herzogenaurach, 1. FC Herzogenaurach i 1. FC Nürnberg. W latach 2013–2015 występował w trzecioligowym SpVgg Unterhaching. 1 lipca 2015 został zawodnikiem Karlsruher SC. W 2. Bundeslidze zagrał po raz pierwszy 2 sierpnia 2015 w przegranym 1:2 meczu z FC St. Pauli. Od 11 stycznia do 30 czerwca 2016 przebywał na wypożyczeniu w FC Erzgebirge Aue. Po jego zakończeniu został wykupiony przez ten klub. 1 lipca 2018 odszedł za 2 miliony euro do berlińskiej Herthy BSC.